# BoBo (banda)
BoBo [组合] es una banda musical juvenil de China, integrada por dos miembros, Jing Boran (chino tradicional: 井 柏 然, chino tradicional: 井 柏 然) Xinbi y Fu (chino: 辛博 付; chino: 付 辛博). Los dos se hicieron famosos tras participar en un concurso de canto en 2007, en un programa de televisión llamado "My Hero" (China: 07 加油 男儿 好, chino: 07 加油 好 男儿!), en los que Jing Boran llegó al primer lugar y Xinbi al tercero. En 2008 lanzaron su primer EP, titulado Gloria (chino simplificado: 光荣; chino: 光荣), y luego el álbum The Big World (en chino: 世界 之 大, chino tradicional: 世界 之 大). Desde su álbum debut, ganaron varios premios como "Mejor Artista Nuevo". En 2008 se presentaron durante la ceremonia previa de apertura de los Juegos Paralímpicos. Los dos también participaron en carreras junto a jugadores o deportistas en 2008 esto en Pekín, cuando protagonizaron, Xinbi homenagió a Veeker (chino simplificado: 微 客 帝国; chino: 微 客 帝国) y Jing Boran rindió un homenaje a Stephen Chow (Chino simplificado: 向 周星驰 致敬 先; chino: 向 周星驰 致敬 先).

## Discografía

### Álbumes
| Álbum de información                                                                         | Lista de canciones |
| -------------------------------------------------------------------------------------------- | --- |
| Glory (光榮) (EP) - Released: 15 de octubre de 2007 - Format: CD - Label: H.Y. Brothers      | Ver listaTracklisting 1. Guang Rong / 光荣 2. Chang Ge Gei Ni Ting / 唱歌给你听 3. Harry BOBO (Ha Li BOBO / 哈利BOBO) |
| The Big World (世界之大) - Released: 27 de abril de 2008 - Format: CD - Label: H.Y. Brothers | Ver listaTracklisting 1. Intro (Kai Chang Qu / 开场曲) 2. Da Ming Xing / 大明星 3. Shi Jie Zhi Da / 世界之大 4. Fu Xinbo Guitar Solo (付辛博 吉他弹奏) 5. Shuang Cheng / 双城 6. Jia Ru / 假如 7. Talking 1 8. Shi Ke Zhun Bei Zhe / 时刻准备着 9. Dian Tai Zhuan Tai / 电台转台 10. Wo Men Chang De Ge / 我们唱的歌 11. Yi Mi Yang Guang 一米阳光 12. Talking 2 13. Guang Rong Q Remix / 光荣QREMIX 14. Lian Ai Xin Shou / 恋爱新手 15. Jing Boran Piano Solo (井柏然 钢琴弹奏) 16. Zen Me Ai / 怎么爱 17. Talking 3 18. Talking 4 19. Guang Rong Cool Remix / 光荣COOLREMIX |

## Premios
- Mi Héroe 2007 Concurso Nacional de
- En primer lugar - Boran Jing
- Los más populares - Boran Jing
- Tercer lugar - fue Xinbi
- La mayoría de Fotogenia - Xinbi Fu 2007 BQ
- Artista más populares de Nueva * Primer Lugar - Boran Jing
- La mayoría de Nuevo Artista Popular Lugar * En segundo lugar - fue Xinbi
- Mejor Ídolo del Año 2007 FM 917 de vacaciones Ceremonia de Premiación
- La mayoría del Grupo Popular
- Melodía de Oro - Gloria (EP) 2007 Ceremonia de Starlight QQ
- Grupo con mayor potencial Sina 2007 Premios de Internet
- La mayoría del Grupo Popular 2007 Los chinos Listas de Música de Radio
- Grupo más populares en el continente
- Melodía de Oro - Gloria (EP)
- Estudiantes de la Universidad Festival de Música 2008
- Artistas más populares de Nueva